# Euthalia stictica
Euthalia stictica är en fjärilsart som beskrevs av Hans Fruhstorfer 1913. Euthalia stictica ingår i släktet Euthalia och familjen praktfjärilar. Inga underarter finns listade i Catalogue of Life.